# Remedan Ashenafi
 (janvier 2024).
Si vous disposez d'ouvrages ou d'articles de référence ou si vous connaissez des sites web de qualité traitant du thème abordé ici, merci de compléter l'article en donnant les références utiles à sa vérifiabilité et en les liant à la section « Notes et références ».
Pour les articles homonymes, voir Ashenafi.
République fédérale démocratique d'Éthiopie
Remedan Ashenafi (Ge'ez: ረመዳን አሸናፊ) est un des 112 membres du Conseil de la Fédération éthiopien. Il est un des 5 conseillers de l'État Benishangul-Gumaz et représente le peuple Berta.